# 마와타리 히로키
마와타리 히로키(일본어: 馬渡 洋樹, 1994년 8월 16일~)는 일본의 축구 선수이다.

## 구단 경력
그는 2017년 J2리그의 에히메 FC에 입단했다. 2019년부터 2022년까지 가와사키 프론탈레와 파지아노 오카야마에서 활동했다. 2022년 J1리그의 쇼난 벨마레로 이적했다. 2025년 도쿄 베르디로 이적했다.